# Richard Janssen
Richard Janssen (Manchester, 12 april 1961) is een Nederlands gitarist en zanger die voorman was van de rockgroepen Fatal Flowers en Shine. Janssen werkt ook als decorontwerper.
Janssen groeide op in Utrecht. Hij speelde vanaf zijn tienerjaren in verschillende bandjes, met onder andere Erik de Jong (later bekend als Spinvis) en Erik van Putten (later als Eric Cycle actief in Quazar). Rond 1980 verhuisde hij naar Amsterdam, waar hij ging studeren aan de Nederlandse Film en Televisie Academie. Met huisgenoten uit een kraakpand, waaronder Marius Schrader (later actief in Claw Boys Claw), richtte hij de band The Pilots op. Vanuit The Pilots ontstond de groep Midnight To Six, met Monique Klemann als achtergrondzangeres. Nadat Midnight To Six uiteenviel, richtte Janssen samen met Henk Jonkers en Marco Braam in 1984 Fatal Flowers op.
In de zes jaar van bestaan timmerden de Fatal Flowers zowel nationaal als internationaal aan de weg en brachten ze een mini-album en drie albums uit. Kort nadat ze in 1990 overstapten van platenmaatschappij WEA naar Mercury gaf Janssen echter aan geen plezier meer te hebben in de band en kondigde hij zijn vertrek aan. De overige bandleden besloten hierop eveneens te stoppen. Janssen speelde vervolgens als gastmuzikant mee op het album Blue van The Jack of Hearts. In 1991 startte hij samen met Jonkers een platenstudio in Amsterdam. Ook was hij actief als producer van Spo-Dee-O-Dee. In 1993 formeerde hij de band Shine. Shine was oorspronkelijk een soloproject van Janssen waarbij muzikanten werden gezocht om met het door hem geschreven en geproduceerde materiaal live op te treden. Na twee albums en diverse personele wisselingen ging de band in 1996 voor onbepaalde tijd op non-actief.
Janssen zat niet stil en bracht op zijn eigen label Rex Recordings onder de naam Rex in kleine oplage een soloalbum uit. Met een aantal gastmuzikanten trad hij onder deze naam op tijdens Noorderslag in 1997. In oktober 1998 deed hij samen met Robin Berlijn (ex-Fatal Flowers) en Martijn Bosman (Kane) een 2 Meter Sessie, waarbij Creep van Radiohead werd gespeeld. Vervolgens speelde hij korte tijd in de begeleidingsband van Ellen ten Damme. Vanaf 2002 was hij als muzikant betrokken bij verschillende projecten van Toneelgroep Amsterdam en ontwierp hij decors voor theatergroep Alaska. Voor zangeres Lucretia van der Vloot vertaalde hij in 2007 het nummer I Want You van Elvis Costello.